# Det omaka paret
Det omaka paret (tyska: Ungleiches Paar) eller Betalningen är en oljemålning av den tyske renässanskonstnären Lucas Cranach den äldre. Den målades 1532 och ingår i samlingarna på Nationalmuseum i Stockholm.
Målningen tillhörde Maximilian I av Bayern till 1632 då den togs som krigsbyte av svenska trupper i det så kallade Münchenrovet. Den visar en gammal lismande gubbe som betalar en ung kvinna. Hon skildras i en förförisk urringning vilket antyder att det är fråga om betalning för sexuella tjänster. Föremålen som är uppdukade framför paret, vindruvor och granatäpple, symboliserar lust och fruktbarhet. Vågen i hennes hand anspelar på Yttersta domen, då var och en enligt Bibeln ska dömas efter sina gärningar.

## Liknande målningar
Cranach målade ett stort antal verk som med ett moraliskt budskap skildrar hur gubbar narraktigt tjusas av yngre kvinnor som enbart är intresserade av deras pengar. I en målning från 1522, nu på Konstmuseet i Budapest, vänder han på historien och avbildar en yngre man och en äldre kvinna. Motivet var väldigt populärt i reformationens Tyskland (Cranach var själv en hängiven lutheran) och åtminstone 40 målningar finns idag med detta motiv – ett urval listas nedan.  
| Bild | År              | Teknik                        | Format (cm) | Samling                                         |
| ---- | --------------- | ----------------------------- | ----------- | ----------------------------------------------- |
|      | 1517            | olja på trä                   | 27,3 x 18   | Museu Nacional d'Art de Catalunya, Barcelona    |
|      | 1520–1522       | olja på bokträ                | 37 x 31     | Konstmuseet, Budapest                           |
|      | 1522            | olja på bokträ                | 84,5 x 63,6 | Konstmuseet, Budapest                           |
|      | 1528            | olja på bokträ                | 76,8 x 56,8 | Fränkische Galerie, Kronach                     |
|      | cirka 1525–1530 | olja på bokträ                | 31,5 x 23   | Hessisches Landesmuseum, Darmstadt              |
|      | cirka 1525–1530 | olja på lindträ               | 87 x 60     | Alte Pinakothek, München                        |
|      | cirka 1530      | olja på bokträ                | 38.1 x 25,1 | Nationalgalleriet, Prag                         |
|      | cirka 1530      | olja på trä överförd till duk | 79 x 57,5   | Musée des Beaux-Arts et d'Archéologie, Besançon |
|      | cirka 1530      | olja på lindträ               | 86,7 x 58,5 | Germanisches Nationalmuseum, Nürnberg           |
|      | cirka 1530      | olja på bokträ                | 38,8 × 25,7 | Museum Kunstpalast, Düsseldorf                  |
|      | 1531            | olja på bokträ                | 51 x 36     | Akademie der bildenden Künste, Wien             |
|      | 1537            | tempera och olja på trä       | 75,5 x 48,5 | Nationalmuseet, Warszawa                        |
|      | cirka 1530–1540 | olja på lindträ               | 19,5 × 14,5 | Kunsthistorisches Museum, Wien                  |
|      | cirka 1540      | olja på trä                   | 91 x 61     | Veste Coburg, Coburg                            |
|      | cirka 1537–1545 | olja på trä                   | 85,7 x 59   | Georgiens nationalmuseum, Tbilisi               |